# Eublemma albostriata
Eublemma albostriata là một loài bướm đêm trong họ Erebidae.